# Thomas L. Kane
Thomas Leiper Kane (27 de enero de 1822 - 26 de diciembre de 1883) fue un general de división de los Estados Unidos, abogado abolicionista, filántropo y representante del movimiento mormón ante el gobierno de Estados Unidos entre 1846 y 1858.

## Afinidad con elmormonismo
Kane se puso en contacto con miembros de la Iglesia de Jesucristo de los Santos de los Últimos Días durante una conferencia en Filadelfia en mayo de 1846 y se hizo muy cercano a su líder Brigham Young llegando a tener una nutrida correspondencia epistolar. 
Kane les ofreció su consejo y ayuda en sus conflictos con el gobierno de los Estados Unidos y en sus esfuerzos por emigrar a los territorios occidentales. 
Jesse C. Little, líder de esta religión para este tema, estaba solicitando apoyo para la migración de los Santos de los Últimos Días hacia el oeste. 
Kane proporcionó cartas de recomendación y más tarde se unió a Little en Washington. Los dos visitaron al secretario de estado, al secretario de guerra y al presidente James K. Polk.
Como resultado de sus negociaciones, Estados Unidos acordó enlistar hasta 500 hombres mormones en cinco compañías de 75 a 100 hombres cada una, conocido como el Batallón Mormón, para servir en la  Guerra Mexicano-estadounidense.
Con la ayuda de su padre, Kane obtuvo el permiso del gobierno de los Estados Unidos para que los mormones refugiados ocuparan las tierras indígenas de Pottawattamie y Omaha a lo largo del Misuri. Después de llevar despachos relacionados con los acuerdos de tierras y los criterios del batallón a Fort Leavenworth , Kane buscó a Jesse Little en los campamentos de los Santos de los Últimos Días en el río Misuri. El 17 de julio de 1846, se celebró una reunión con Kane, los líderes SUD y el capitán del Ejército James Allen para crear el Batallón Mormón. Kane conoció a muchos líderes de la iglesia y se convirtió en una figura popular entre los emigrantes mormones. 
Miller's Hollow, el principal asentamiento de Iowa del grupo SUD en el sitio de lo que hoy es Council Bluffs, pasó a llamarse Kanesville en reconocimiento a su servicio en pro de la migración mormona.
Durante esta estancia, Kane se enfermó gravemente. Aunque la buena atención de un médico del ejército de Fort Leavenworth y de los miembros de la iglesia lo ayudaron a recuperarse, sufrió problemas de salud por el resto de su vida. 

### Éxodo mormón a Utah

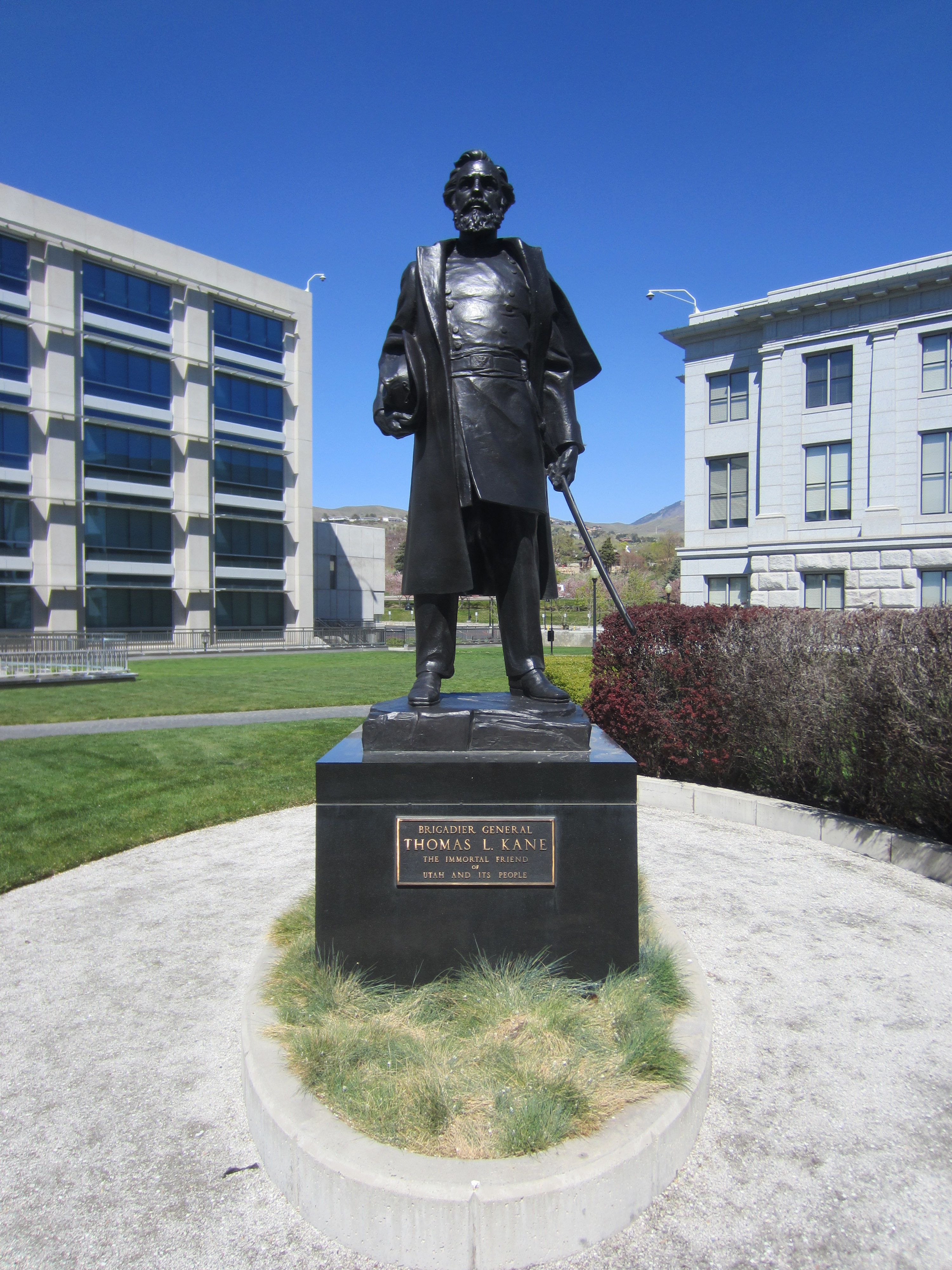
Monumento conmemorativo de >THomas L. Kane en Salt Lake, Utah

En marzo de 1850, en medio del debate sobre el establecimiento mormón del Territorio de Utah, Kane pronunció una importante conferencia ante la Sociedad Histórica de Filadelfia. Escribió y describió a ignotos sobre la religión de los Santos de los Últimos Días, sus conflictos con otros colonos y la desolación que presenció durante una visita a Nauvoo, Illinois, recientemente abandonado.
También describió el viaje de los santos hacia el oeste. Se imprimieron y distribuyeron mil copias de dicha conferencia, con notas y materiales asociados, principalmente a miembros del Congreso y hombres influyentes del Poder Ejecutivo. La conferencia se reimprimió en varias publicaciones mormonas: Frontier Guardian (7 de agosto de 1850) y en Millennial Star (15 de abril al 15 de julio de 1851) donde alcanzó una audiencia aún mayor. Seis meses después, defendió a Brigham Young en periódicos de la costa este de Estados Unidos. Se le pidió a Kane que brindara recomendaciones e información sobre los mormones al presidente Millard Fillmore. 
Cuando el Congreso otorgó a Utah la creación de un gobierno territorial el 9 de septiembre de 1850, el presidente Fillmore le pidió a Kane que fuera el primer gobernador. Kane rechazó el ofrecimiento y recomendó a Brigham Young. A lo largo de la década de 1850, promovió la condición de estado de Utah y defendió los intereses de dicha Iglesia en cada oportunidad ante los tribunales.  A pesar de su afinidad, Kane era de formación presbiteriana no practicante, de hecho era masón y nunca se bautizó en ese credo.

### Guerra de Utah

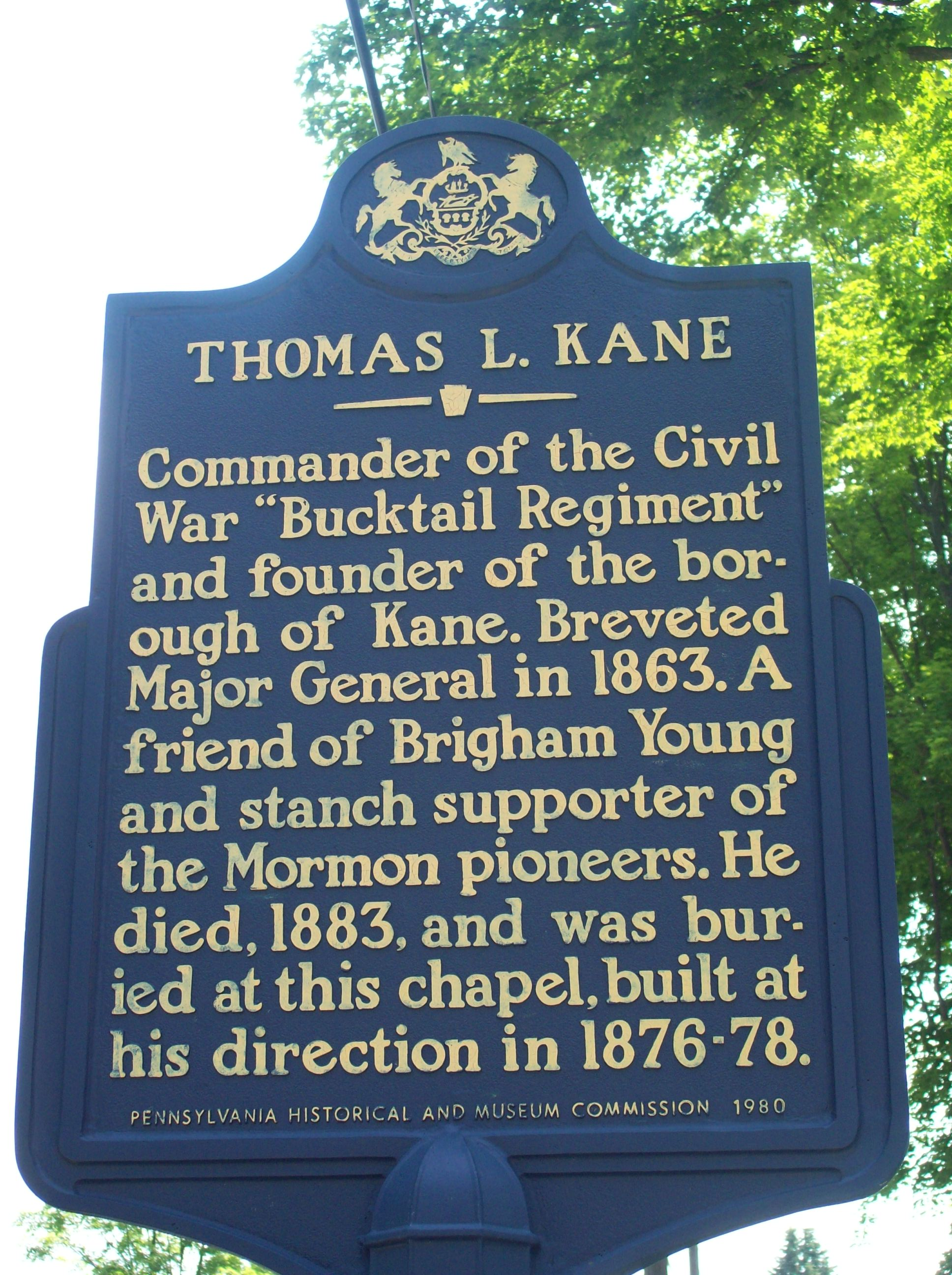
Placa conmemorativa de La Iglesia de Jesucristo de los Santos de los Últimos Días

En el invierno de 1857-1858, Kane hizo un arduo viaje desde la costa este hasta Salt Lake City. Una vez allí, ayudó a prevenir el derramamiento de sangre al mediar en una disputa entre los mormones y el gobierno federal, conocida como la Guerra de Utah . 
El mormonismo había establecido en 1852 la práctica del  matrimonio plural y Brigham Young era cabeza del gobierno del territorio de Utah, esta situación binaría fueron temas controversiales en las elecciones federales de 1856 y provocó la emisión de duras leyes contra la comunidad mormona.
Kane tuvo que responder sobre falsos rumores de un mal gobierno de los mormones en Utah poco después de su toma de posesión en marzo de 1857.
El presidente James Buchanan nombró un nuevo gobernador territorial de Utah, al no mormón  Alfred Cumming, originario de Georgia, en sustitución de Brigham Young. Respondiendo a los rumores (que luego resultaron falsos) de que los mormones estaban en rebelión contra el gobierno de los Estados Unidos, Buchanan envió un ejército de 2.500 soldados, con órdenes de colocar a Cummings en la Oficina del Gobernador de Young por la fuerza si fuera necesario. 
Por desgracia Buchanan cometió un grave error político y no notificó oficialmente a Young el cambio de nombramiento, y los rumores de ataques planeados por el ejército de los EE. UU sobre comunidades mormonas establecidas hicieron tomar a Brigham Young varias medidas defensivas. Los mormones, que ya habían sido expulsados de varios estados, estaban preparados para incendiar sus asentamientos, defenderse por las armas y resistir otra expulsión forzada. Los mormones se prepararon para luchar, activando la Legión de Nauvoo (esencialmente todos los hombres sanos de entre 15 y 60 años), y comenzaron a prepararse para una lucha de tierra quemada en el sur de Utah. Las patrullas mormonas localizaron tres trenes de suministros del ejército que seguían a las tropas del ejército en el sendero Oregón, California. Esta logística fue atacada y los trenes quemados por miembros de la Legión de Nauvoo liderados por Lot Smith.  
Esto detuvo el avance del ejército estadounidense en Fort Bridger en Wyoming durante el invierno de 1857-1858, dando un respiro a un inminente conflicto armado.
A principios de año, al enterarse del "malentendido", Kane se ofreció a mediar entre el gobierno de Buchanan y el de la comunidad mormona liderada por Young . 
Kane persuadió a Young para que aceptara el nombramiento de Buchanan en favor de Cumming como gobernador territorial, y no presentar oposición a las tropas federales, logrando su objetivo. El nuevo gobernador Cumming fue recibido cortésmente por los residentes del valle de Utah y pronto fue instalado en su nueva oficina. El ejército llegó a Utah unas semanas después y vivaqueó en un terreno baldío que se convirtió en Camp Floyd, a 48 km al suroeste de Salt Lake City. 
El ejército abandonó el territorio de Utah en 1860 cuando la inminente Guerra de Secesión atrajo a casi todas las tropas fronterizas.
Mientras estaba en Salt Lake City, Kane recibió la noticia de que su padre había muerto en 1858. Permaneció en Utah hasta el 13 de mayo de 1859, cuando él y una escolta mormona regresaron al este a través de las grandes planicies para presentar su informe al presidente Buchanan.

## Vida final
Después de la Guerra Civil, Kane y su esposa Elizabeth Dennistoun Wood se mudaron a la frontera en el oeste de Pensilvania viviendo como un pionero, y finalmente llegaron a poseer más de 100.000 acres (400 km2) de bosques en los que más tarde se descubrieron petróleo y gas natural.
Kane, cuyo padre había sido el abogado que incorporó el ferrocarril de Pensilvania, trazó rutas de ferrocarril en esa área y ubicó la ruta o trazado sobre la cual el ferrocarril de Filadelfia y Erie cruza las montañas Alleghenies .   
En el invierno de 1872–1873, Kane se desplazó a Utah junto con su esposa, y dos de sus hijos. Ellos esperaban que las temperaturas templadas del sur de Utah ayudaran a Kane a recuperar su salud, que siempre había sido frágil pero había empeorado debido a las heridas y enfermedades padecidas durante la guerra civil. Elizabeth, que albergaba sospechas y desconfiaba de los Santos de los Últimos Días por su práctica del matrimonio plural, se llevó una grata impresión de las mujeres del sur de Utah. Kane ayudó a redactar el testamento de Brigham Young.
Kane participó en la fundación de la comunidad de Kane, Pensilvania y actuó como director de Sunbury & Erie Railroad. Fue el primer presidente de la Junta de Organizaciones Benéficas del Estado y miembro de las Sociedades Filosóficas y filantrópicas estadounidenses, de Sociedades Geográficas estadounidenses e Históricas de Pensilvania. Murió tempranamente de neumonía en Filadelfia en 1883 a sus 61 años y está enterrado en Kane, Pensilvania.